# His Trysting Place
His Trysting Place (Charlot se engaña) es un mediometraje estadounidense con dirección de Charles Chaplin y actuación suya y de Mabel Normand. Fue estrenado el 9 de noviembre de 1914.

## Sinopsis
Clarence y su amigo Ambrose se encuentran en el restaurante y accidentalmente cada uno se lleva el abrigo del otro. Clarence había ido a comprar un biberón y Ambrose iba a enviar una carta de amor que estaba en el bolsillo de su abrigo. La esposa de Clarence encuentra la carta y piensa que él tiene una amante secreta y la esposa de Ambrose cree que tiene un hijo ilegítimo. Clarence y Ambrose comienzan a discutir con sus respectivas esposas en el parque. La discusión finalmente termina pero Clarence empieza otra cuando le muestra a la esposa de su amigo la carta de amor.

## Reparto
- Ch. Chaplin: Clarence.
- Mabel Normand: Mabel.
- Mack Swain: Ambrose.
- Phyllis Allen:[2] esposa de Ambrose.

## Crítica
Con numerosos gags y un buen ritmo que tiene su punto culminante en el alboroto dentro del restaurante, con un ritmo infernal. El personaje tiene ya una cierta elegancia. Uno de los aciertos es cuanto Clarence se acuesta en la cuna donde el bebé debe dormir y otro cuando limpia la barba de un cliente en el restaurante.